# F-11,461
F-11,461 je lek koji deluje kao agonist 5-HT1A receptora (Ki = 1.36 nM) koji je korišćen kao radioligand u PET studijama. On poseduje skroman afinitet za 5-HT7 (Ki = 9.1 nM) i D4 (Ki = 8.5 nM)) receptore, iako se interakcija F-11,461 sa ovim receptorima ne može detektovati sa PET-om zbog njihovog relativnog nedostatka u mozgu.